# After Walker Evans
After Walker Evans – seria 22 fotografii, dzieło sztuki konceptualnej autorstwa Sherrie Levine, stanowiące apropriację. Oryginalny tytuł nadany im przez autorkę brzmiał untitled (After Walker Evans) (pol. bez tytułu (Po Walkerze Evansie)).

## Opis i interpretacja
W 1981 roku Sherrie Levine sfotografowała odbitki z albumów Let Us Now Praise for Famous Man (James Agee, 1941) oraz Walker Evans: First and Last (1978) ze zdjęciami Walkera Evansa z lat 30. XX wieku, przedstawiającymi amerykańskie społeczeństwo w dobie Wielkiego Kryzysu. Następnie wywołała odbitki i podpisała je własnym nazwiskiem, a serii nadała tytuł: untitled (After Walker Evans). Historyk sztuki Howard Singerman zwraca uwagę, że reprodukcje aut. Sherrie Levine nie mają podpisów pod zdjęciami, które znalazły się w albumie aut. Jamesa Agee i jego reedycji z 1962 roku. Według niego Levine korzystała wyłącznie z albumu Walker Evans: First at Last z 1978 roku, w którym podpisy zostały usunięte, by skupić uwagę odbiorcy na samej fotografii. Najbardziej znaną fotografią Walkera Evansa był portret Allie Mae Burroughs, żonę dzierżawcy z Alabamy, wykonany w 1936 roku. Apropriacja tej fotografii, stała się tym samym najbardziej znaną z serii reprodukcji pod tytułem After Walker Evans: 4.
Dokonując apropriacji, Levine odebrała dziełu jego macierzysty kontekst, a także funkcję dokumentalną. Zostawia sobie z niego wyłącznie aspekt estetyczny. Wystawa fotografii Walkera Evansa, prawie 50 lat po ich wykonaniu, zadaje pytanie o zmianę, jaka w tym czasie dokonała się, bądź nie, w amerykańskim społeczeństwie. Dzieło jest interpretowane jako ilustracja zawiedzionych nadziei epoki modernizmu, albo zawiedzionych nadziei w ogóle. Jest też przedstawiane jako akt feministyczny: kobieta przejmuje sławną pracę fotografa-mężczyzny, symbolicznie przejmując władzę i kończąc epokę patriarchatu. Amerykańska historyczka sztuki Johanna Burton stwierdza, że zdjęcia nie są identyczne, nawet jeśli wyglądają identycznie. Koncept Sherrie Levine wywołuje dyskusję na temat roli indywidualności w sztuce, a nawet jej granice w ogóle. W apropriacji Levine nie ma nic kreatywnego prócz kontekstu: nie jest autorką podpisanej przez siebie fotografii ani nie dokonała jej twórczego przeobrażenia. Autorka zwraca uwagę, że każdy artysta czerpie z dokonań poprzedników. Stawia pytanie, czy da się ukuć uniwersalną definicję oryginalności czy reprodukcji. Tym samym podważa przekonanie, czy którekolwiek dzieło można nazwać w pełni unikatowym. Howard Singerman w swojej publikacji pt. Art History, After Sherrie Levine relacjonuje słowa Benjamina Buchloha, że autorka, dokonując dekontekstualizacji dzieła, zrywa całkowicie z ciągłością tradycji sztuki. Jest wyalienowana z jej historycznej linii rozwoju i bagażu znaczeń. Tym samym podważa kontekstualną definicję sztuki. W tej samej pracy Singerman podkreśla, że Levine, wykorzystując zdjęcia z albumu już pozbawionego oryginalnych podpisów, dokonuje ich wtórnej dekontekstualizacji. Krytycy zarzucali Levine skrajne uprzedmiotowienie sztuki. Opisując fotografię After Walker Evans: 4, Metropolitan Museum of Art podaje, że dzieło stanowiło kamień milowy postmodernizmu. O ile nadrzędną wartością modernizmu była oryginalność, to postmodernizm ustanowił na pierwszym miejscu kopię. Jednakże historyczka sztuki Rosalind Krauss zwraca uwagę, że nie można kopiować sztuki w nieskończoność: nie można dokonać apropriacji pracy Sherrie Levine.
Po raz pierwszy seria została wystawiona na wystawie w Metro Pictures Gallery pod nazwą After Walker Evans, trwającą od stycznia do maja 1981 roku. W 1995 roku autorka podarowała reprodukcje Metropolitan Museum of Art w Nowym Jorku. W 1996 r. reprodukcje nabył też Komitet Fotografii Whitney Museum of American Art.